# Іванчо Іван Михайлович
Іван Михайлович Іва́нчо (нар. 16 березня 1935, Матівці — пом. 18 липня 1994, Матівці) — український театральний режисер у Словаччині.

## Біографія
Народився 16 березня 1935 року в селі Матівцях (тепер округ Свидник Пряшівського краю, Словаччина). 1954 року закінчив театральну студію при Українському національному театрі у Пряшеві (викладач Ю. Загребельний), у 1959 році — Вищу школу музичного мистецтва у Братиславі. Як режисер стажувався у Гната Юри і Мар'яна Крушельницького.
З 1958 року працював режисеом, у 1971–1978 і 1984–1992 роках — художнім керівником Українського національного театру у Пряшеві. Помер у Матівцях 18 липня 1994 року.

## Вистави
- «Вівчарева жінка» Івана Стодоли (1964);
- «Підступність і кохання» Фрідріха Шиллера  (1964);
- «Ніч на полонині» Олександра Олеся (1965);
- «Марія Стюарт» Вільяма Шекспіра (1969);
- «Лісова пісня» Лесі Українки (1969);
- «Мрійники» (1977), «Там у нас» (1990) Віктора Гайного;
- «97» Миколи Куліша (1978);
- «Ой не ходи, Грицю, та й на вечорниці» Михайла Старицького (1987);
- «Занадто відважний проект» Яна Соловича (1988).

Спільно з Піддуклянським українським народним ансамблем поставив:
- «Сватання на Гончарівці» Григорія Квітки-Основ’яненка (1966);
- «Запорожець за Дунаєм» Михайла Старицького (1971).